# Ding Fubao
Ding Fubao (丁福保; 22 de junio de 1874 – 28 de noviembre de 1952) fue un médico chino así como un intelectual que trabajó en materia budista. Es conocido por su obra, el Diccionario de términos budistas, que le llevó 8 años escribir y que contiene más de 30.000 entradas; así como el Shuowen jiezi. Ejerció una importante influencia en la difusión masiva de textos de carácter budista en Asia en el siglo XX.
Ding supuso una figura clave en el mundo de la numismática china, ocupando el cargo de Presidente de la Sociedad Numismática China (Zhongguo quanbi xueshe 中國泉幣學社) desde 1940. También fue conocido como Ding Zhonggu 丁仲祜 and 丁仲估.

## Publicaciones (sobre numismática)
- Quanzhi jinghua lu 泉志精華錄 (1936)
- Guqianxue 古錢學
- Gu qian shi yong tan 古錢實用譚 (1936)
- Gu qian dacidian 古錢大辭典 (1938)
- Guqian dacidian shiyi 古錢大辭典拾遺 (1939)
- Gu quan (qian) xue gangyao 古泉(錢)剛要 (1940)
- Guquan zaji 古泉雜記 (1933)
- Lidai guqian tushou 歷代古錢圖說 (1940)
- Zi cha guoyuan liang wen gu xi zhushou quan tie 子槎果園兩翁古稀祝壽泉帖